# Latein. Tot oder lebendig!?
Latein. Tot oder lebendig!? war der Titel einer Sonderausstellung, die von der Stiftung Kloster Dalheim. LWL-Landesmuseum für Klosterkultur im ehemaligen Kloster Dalheim (Kreis Paderborn) vom 13. Mai 2022 bis zum 8. Januar 2023 gezeigt wurde. Anhand von elf für die Entwicklung der Sprache maßgeblichen Persönlichkeiten beleuchtete die Ausstellung die Geschichte der Sprache Latein und fragte nach ihrer heutigen Relevanz.

## Ausstellung
Auf insgesamt 600 Quadratmetern Ausstellungsfläche blickte „Latein. Tot oder lebendig!?“ auf 2.100 Jahre Sprachgeschichte von der Antike bis in die Gegenwart. Mithilfe von Inszenierungen und interaktiven Stationen spürten Museumsgäste dem Lateinischen in ihrem Alltag nach und gewannen einen Eindruck davon, wie gesprochenes Latein klingen kann.
Die Ausstellung begann mit einem Prolog, bei dem Besucher Produkte in einem kleinen Supermarkt an der Kasse scannen und erfahren konnten, ob sich deren Namen aus dem Lateinischen ableiten.

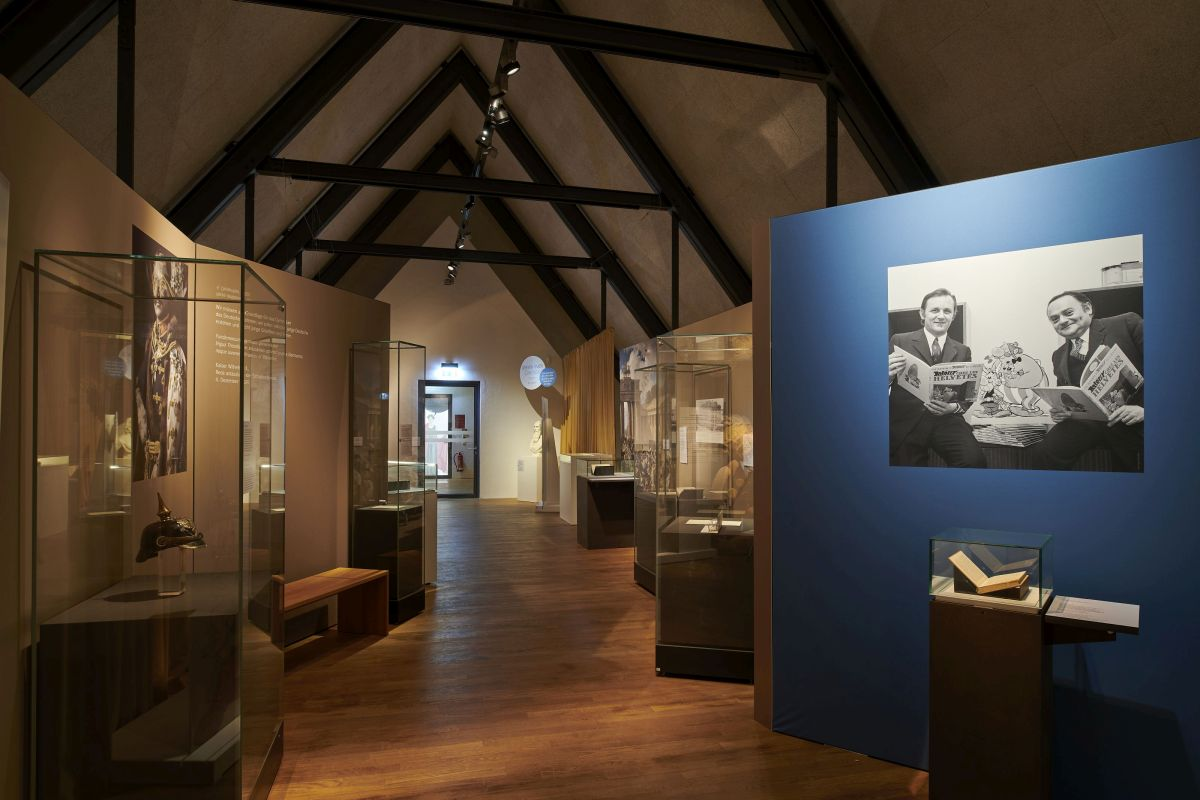
Blick in das Obergeschoss der Sonderausstellung im Kloster Dalheim.

Es folgten elf Biografien, die für die Entwicklung der Sprache besonders relevant waren:
1. Cicero – der „Mörder“
2. Horaz – der Visionär
3. Augustinus – der Brückenbauer
4. Karl der Große – der Wegbereiter
5. Hrotsvit von Gandersheim – DIE Dichterin
6. Hildegard von Bingen – die Posaune Gottes
7. Francesco Petrarca – der Erneuerer
8. Erasmus von Rotterdam – der Europäer
9. Johann Amos Comenius – der Lehrer
10. Wilhelm von Humboldt – der Reformer
11. Asterix – der Botschafter

Ein Epilog fragte die Besucher am Ende der Sonderausstellung nach ihrer eigenen Meinung zur Frage, welche Rolle das Lateinische in Zukunft spielen sollte.

## Exponate (Auswahl)

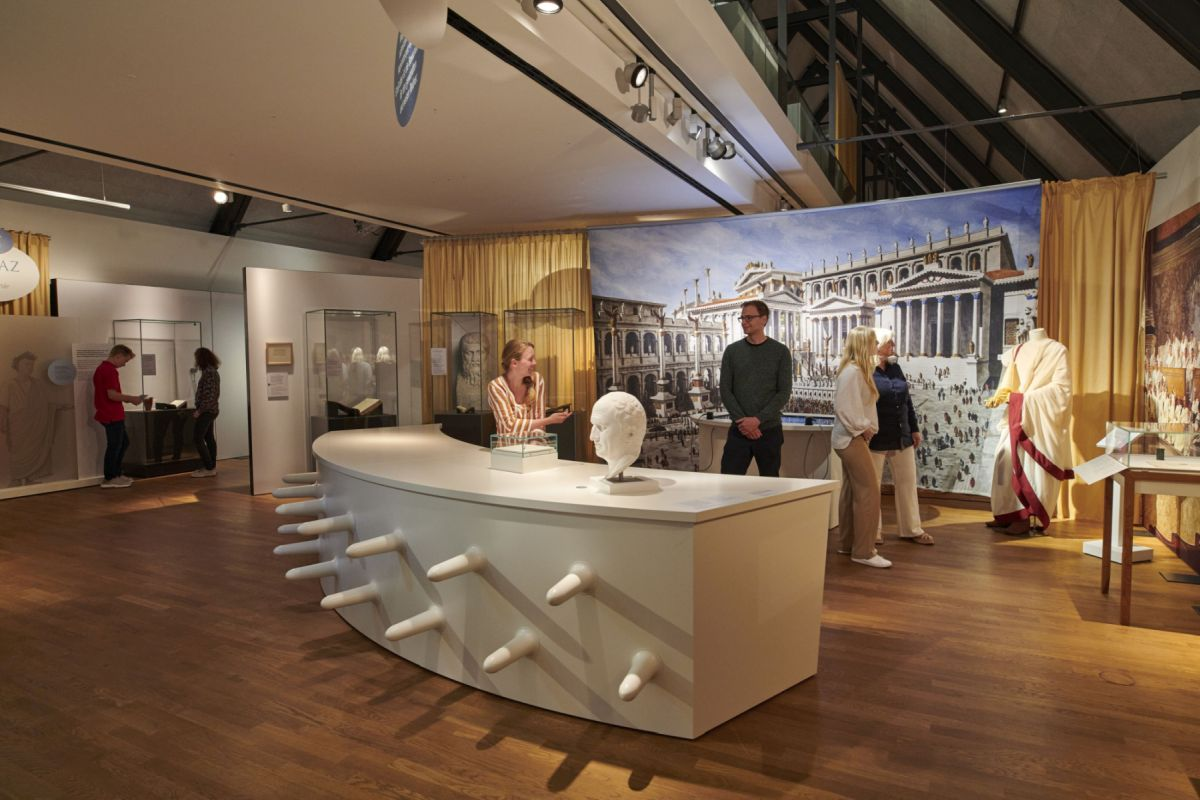
Blick in die Sonderausstellung mit Exponaten zur Biografie des Marcus Tullius Cicero.

Die erste vorgestellte Biografie widmete sich dem Redner Marcus Tullius Cicero, dessen Stil die lateinische Sprache langfristig prägte. Nach Cicero entwickelte sich Latein in seinen Grundsätzen nicht maßgeblich weiter. Auch trug Ciceros Beitrag zur Schaffung einer lateinischsprachigen Philosophie langfristig zur Ablösung des Griechischen als Weltsprache bei. Die Ausstellung zeigte hier exemplarisch Ciceros Werk „De republica“ (ausgestellt war eine Version aus dem 11. bzw. 12. Jahrhundert).
In der zweiten Einheit zum Dichter Quintus Horatius Flaccus (Horaz) wurde die Vervollkommnung der Sprache durch dessen Dichtkunst thematisiert. Horaz hatte die Vision des Lateinischen als zukünftiger Weltsprache. Er sagte die weltweite Lektüre seiner Werke voraus. Anhand ausgestellter Alltagsgegenstände des 21. Jahrhunderts, z. B. ein Strandtuch mit der Aufschrift „carpe diem“, wurde deutlich, dass u. a. dieses Zitat aus Horaz’ Werk bis heute gegenwärtig ist.
Der Bereich zu Augustinus von Hippo stellte die lateinische Rhetorik in den Fokus. Augustinus selbst schrieb Werke, die am Stil Ciceros orientiert sind und bemühte sich, die Kunstmittel der Rhetorik in der Bibel nachzuweisen. Er ermöglichte die Einbindung klassischer Autoren in die theologische Schriftkultur. Daraus folgte die Bedeutungswandlung einiger antiker Begriffe im christlichen Sinne, beispielsweise des Wortes „dominus“, zu dt. eigentlich Hausherr oder Sklavenbesitzer, im kirchlichen Kontext aber Gott. Die Verbreitung der lateinischen Sprache im christlichen Umfeld brachte die bis heute in der katholischen Kirche bedeutsame erste lateinische Bibelübersetzung „Vulgata“ des Kirchenlehrers Hieronymus hervor – ein Fragment aus dem fünften Jahrhundert war eines der ältesten im Original gezeigten Exponate der Ausstellung.
Der Themenbereich zu Karl dem Großen beschäftigte sich mit der Krise, in die die lateinische Sprache im frühen Mittelalter geriet (u. a. durch die Völkerwanderungszeit und den Untergang des Weströmischen Reiches). Die vielerorts zum Erliegen gekommene Schulbildung wurde von Karl durch das Errichten von Schulen in Klöstern und Bischofssitzen verbessert. Gezeigt wurde in der Schau unter anderem eine Kapitulariensammlung mit seiner „Admonitio generalis“, der „allgemeinen Ermahnung“ aus dem 9. Jahrhundert, die als Grundlage für die Bildungsreform um 789 diente. Diese führte dazu, dass Latein wieder Verkehrssprache im Frankenreich (Vielvölkerstaat) wurde.
Die fünfte Biografie war die der Stiftsdame und Dichterin Hrotsvit von Gandersheim. Ihre Vita und Werke verdeutlichten die Latinität des Mittelalters. In Anlehnung an die Sprache der antiken Klassiker, die sie bewunderte, schuf Hrotsvit kunstvolle lateinische Verse. Diese sollten jedoch, im Gegensatz zu den „heidnischen“ Texten der Antike, ganz auf christliche Werte und Tugenden abzielen. Ausgestellt wurde eine Druckausgabe der Werke Hrotsvits von Conrad Celtis von ca. 1501. Das Werk erhielt Holzschnitte von Albrecht Dürer.
Mit den Werken der wohl mächtigsten Frau des Mittelalters beschäftigte sich die Themeneinheit zu Hildegard von Bingen. Hildegard war Verfasserin vielfältiger lateinischer Werke (u. a. Visionsschriften, heilkundliche Schriften) und war als anerkannte Prophetin Beraterin von Päpsten, Königen und Kaisern. Dies ist durch umfangreiche Briefwechsel belegt, die in einer Ausgabe aus dem 16. Jahrhundert in der Sonderausstellung zu sehen waren. Bis heute berufen sich Hersteller von Produkten zur Heilung verschiedener Leiden auf Hildegard, veranschaulicht durch eine Auswahl an Produkten wie dem Buch „Hildegard-Heilkunde von A–Z“ (Wighard Strehlow).
Die Biografie des Dichters Francesco Petrarca repräsentierte die erneute Blütezeit des Lateinischen im Humanismus. Petrarca sah vor allem den Stil Ciceros als vorbildhaft an. Mit seinen volkssprachlichen Werken stärkte Petrarca, der in der Schau u. a. durch eine Büste aus dem 16. Jahrhundert repräsentiert wurde, aber auch das Italienische als (neue) Literatursprache. So war auch eine originalgetreue Kopie eines Bandes („Francisci Petrarcae Vergilianus Codex“, Original von 1320) aus seinem Besitz zu sehen, der die Werke Vergils enthält und von Petrarca selbst um eine Überlieferung zur Geschichte Roms ergänzt wurde.
Im Bereich zu Erasmus von Rotterdam stand die Frage nach Latein als übernationale Gelehrtensprache im Vordergrund. Erasmus selbst stand mit zahlreichen europäischen Gelehrten in Kontakt und verfasste Meisterwerke der neulateinischen Literatur. Seine Briefe, mit denen er Latein als Sprache des Gelehrtenaustausches weiter festigte, erreichten in gedruckter Form eine breite Öffentlichkeit und waren in einer Ausgabe von 1558 („Epistolarum Opus“) in der Ausstellung zu sehen. Erasmus gilt heute als „Europäer“ und ist Namensgeber des Erasmus-Programms der Europäischen Union.

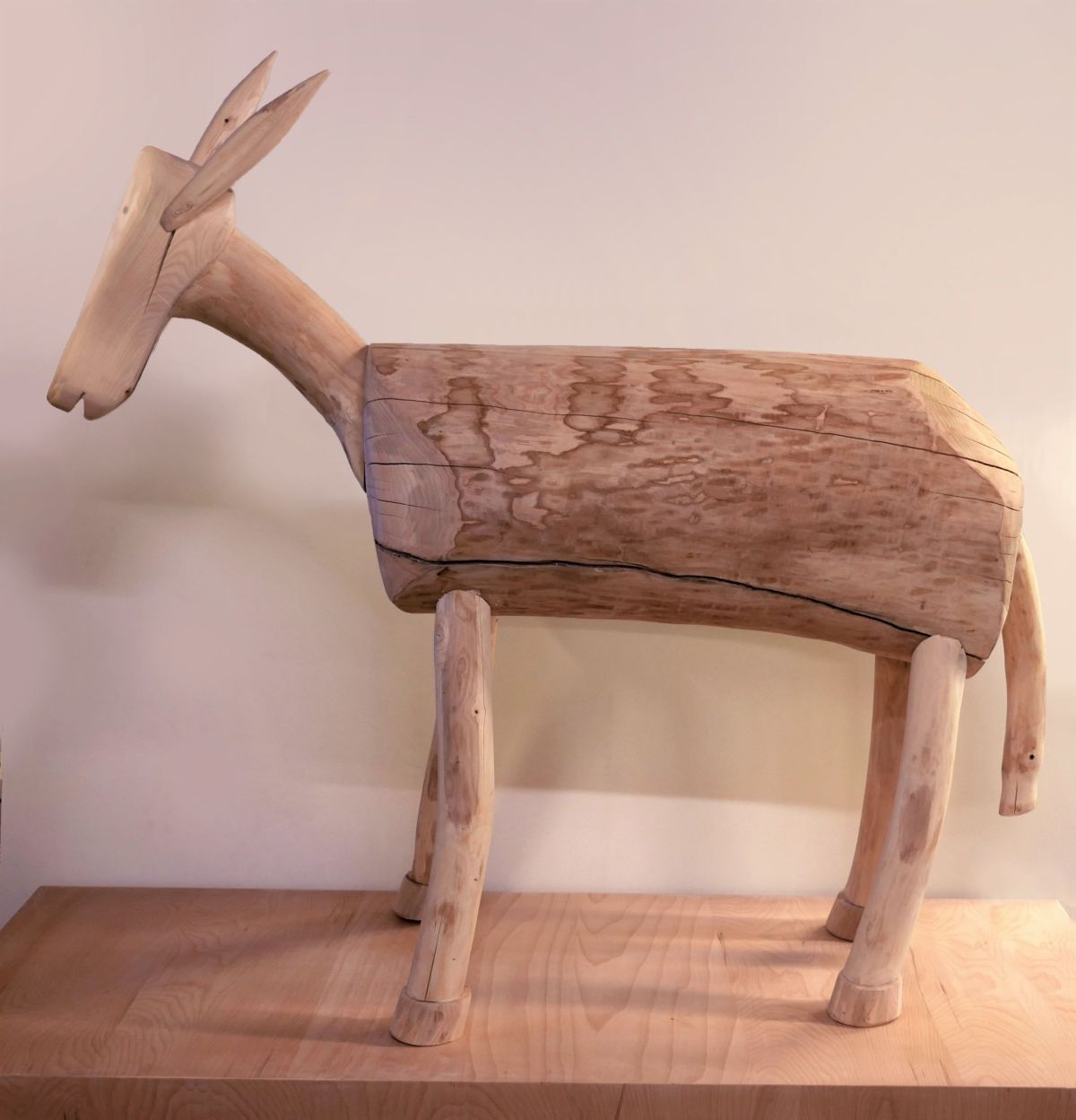
Der Strafesel aus dem Exkurs zur Geschichte des Lateinunterrichts der Sonderausstellung.

Der Lehrer Johann Amos Comenius strebte eine umfassende Erneuerung des Lateinunterrichts an: Dieser solle für alle Geschlechter zugänglich und gewaltfrei sein, und Latein solle bereits im frühen Kindesalter gesprochen werden. Zu sehen war in der Ausstellung das Bildwörterbuch „Orbis sensualium pictus“, das Comenius zu diesem Zweck entwickelte. In der Themeneinheit zu Comenius war zudem ein Exkurs zur Entwicklung des Lateinunterrichtes seit der Antike enthalten: Unter anderem diente der Nachbau eines hölzernen Strafesels aus dem Mittelalter der Veranschaulichung der unterschiedlichen Formen des Lateinlernens durch die Jahrhunderte.
Der Bereich zur Biografie des Wilhelm von Humboldt befasste sich vor allem mit dessen Rolle als Reformer des Bildungswesens. Zur Zeit Humboldts, von dem eine Büste von 1808 zu sehen war, wurde Latein zum Bildungsinstrument, das den Geist für weitere Aufgaben schulen sollte, während seine Funktion als internationale Verständigungssprache zurückging.
Der letzte Teil der Sonderausstellung widmete sich der Figur des Asterix aus der gleichnamigen Comic-Reihe. Der Comic-Held Asterix, von dem eine Originalzeichnung zu sehen war, stand als Beispiel für den Lateingebrauch im Alltag für die bestehende Präsenz des Lateinischen in der Gegenwart. In diesem Bereich wurde die Verankerung der Sprache in der Populärkultur unter anderem durch lateinische Lieder und Filme oder Latein-Nachrichten erläutert. Aber auch in seiner Funktion als Kirchensprache ist Latein weiterhin bedeutend, veranschaulicht durch das „Lexicon recentis Latinitatis“, das 15.000 moderne Begriffe enthält.
Der Epilog fragte Besuchern zu ihrer eigenen Meinung zum Thema Latein anhand einer Abstimmung zu den Fragen „Latein als Weltsprache! Pro oder contra?“ und „Die Zukunft des Lateinischen: Weltsprache oder Bildungsrelikt?“. Darüber hinaus konnten sie aber auch ihre persönliche Meinung an einer Schrifttafel zu der Frage hinterlassen.

## Wissenschaftlicher Beirat
Die Sonderausstellung „Latein. Tot oder lebendig?!“ wurde von einem wissenschaftlichen Beirat begleitet. Zum Beirat gehörten:
Sigrid Albert (Universität des Saarlandes), Lore Benz (Universität Bielefeld), Cornel Dora, (Stiftsbibliothek St. Gallen), Claudia Klodt (Ruhr-Universität Bochum), Matthias Laarmann (Immanuel-Kant-Gymnasium Dortmund-Asseln, Deutscher Altphilologenverband), Jürgen Leonhardt (Eberhard Karls Universität Tübingen), Tino Licht (Ruprecht-Karls-Universität Heidelberg), Josef Mühlenbrock (LWL-Römermuseum Haltern am See) und Wilfried Stroh (Ludwig-Maximilians-Universität München, Sodalitas LVDIS LATINIS faciundis e.V.).

## Begleitprogramm
Zu der Sonderausstellung im Kloster Dalheim gehörte ein umfangreiches Rahmenprogramm. Wissenschaftliche Vorträge vertieften und erweiterten Aspekte der Ausstellung. Das museumspädagogische Programm zur Ausstellung bot Schulklassen Anknüpfungspunkte an die in Lehrplänen geforderte Kompetenzorientierung der Fächer Latein, Geschichte und Gesellschaftslehre.
Teile der Ausstellung, unter anderem die interaktiven Medienstationen, wurden von Schülern des Gymnasiums Theodorianum in Paderborn erarbeitet.
Ein eigens für die Ausstellung konzipierter Podcast begleitete die Schau. In den jeweils 15-minütigen Folgen macht sich WDR-Journalist Lars Faulenbach auf die Spuren des Lateinischen in der Gegenwart.

## Katalog
Latein. Tot oder lebendig!? Katalog zur Sonderausstellung der Stiftung Kloster Dalheim. LWL-Landesmuseum für Klosterkultur vom 13. Mai 2022 bis 8. Januar 2023. Herausgeber: Stiftung Kloster Dalheim. LWL-Landesmuseum für Klosterkultur/Ingo Grabowsky. Kunstverlag Josef Fink, Lindeberg i. Allgäu, 2022. ISBN 978-3-95976-375-2.

## Förderer
- Ernst von Siemens Kunststiftung
- friede springer stiftung
- LWL Kultur Stiftung
- Provinzial Kulturstiftung der Westfälischen Provinzial Versicherung
- Rudolf-August Oetker-Stiftung
- Stiftung der Sparkasse Paderborn-Detmold für den Kreis Paderborn